# José Domingo Salcedo
José Domingo Salcedo González (Asunción, 11 de septiembre de 1983) es un exfutbolista y entrenador paraguayo. Actualmente dirige al Deportivo Capiatá de la Primera B de Paraguay. Jugaba de centrocampista defensivo. Es hermano del también futbolista Santiago Salcedo.

## Carrera
Sus inicios en el fútbol, los realizó en las divisiones inferiores de Cerro Porteño. Debuta con la camiseta de Cerro Porteño en el 2001.
A mediados del 2007, es fichado por Racing Club de Argentina, donde estuvo 1 semestre 
A principios del 2008, es fichado por el Colo-Colo de Chile, para jugar la Copa Libertadores de América y el torneo chileno, por un valor US$ 1,2 millones a Racing Club, siendo el tercer jugador más caro que ha comprado Colo-Colo  en los últimos años y en la era de Blanco y Negro, después de Macnelly Torres y Lucas Barrios. Salcedo tuvo un excelente paso por Colo-Colo, ya que ganó 2 títulos locales (Clausura 2008 y Clausura 2009) y fue titular indiscutido en el equipo chileno. De paso, Colo-Colo se convirtió en el club, donde Salcedo se identificó jugando en el extranjero.
A mediados de 2010, retorna a Cerro Porteño pero en calidad de préstamo, ya que en enero del 2011, volvió a Colo-Colo de Chile, por el contrato vigente que tenía con el equipo chileno.
A mediados de 2011, rescindió su contrato con Colo-Colo y retorna a su club formador Cerro Porteño. En el 2013, termina su contrato con Cerro Porteño y ficha días después por Rubio Ñu. Unos días después de finalizar el Torneo Apertura 2013, ficha por el Deportivo Capiatá, a pedido del entrenador Mario Jacquet.
El 16 de diciembre de 2013, arregla por un año de contrato, con el club 3 de Febrero.
Luego de jugar por el 3 de febrero en el 2014, en el 2015 firmaría en el club sol de América junto a su hermano santiago (sasá) salcedo, y jugó hasta diciembre de ese año, ayudándolo a clasificar a la copa sudamericana del 2016.
En el 2016 él y sasá se fueron al club libertad y salieron campeones del torneo apertura, el solamente jugó un partido en primera.
En el 2017 volvería al club sol de América y estuvo por 2 años y 6 meses hasta el apertura del 2019.
Para el clausura del 2019 firmaría por 6 meses con el club sportivo san Lorenzo, y sería su último contrato como jugador profesional, antes de culminar el torneo clausura, José Domingo (Mingo) Salcedo González, tomó la decisión de anunciar su retiro del fútbol profesional.
Mingo Salcedo, luego de su retiro del fútbol, volvería al Club Cerro Porteño, porque Miguel Ángel Russo, dejó de ser director técnico de Cerro Porteño, por lo cual, Víctor Bernay asumió el cargo de director técnico del club, y Mingo Salcedo fue llamado por Víctor Bernay para ser asistente técnico junto a Jorge Achucarro, y en toda la segunda rueda del campeonato clausura del 2019 estuvo en el equipo donde se formó como jugador, el club de sus amores, el Club Cerro Porteño.
A principio del 2021 asumió como DT principal del club Sportivo San Lorenzo de la Segunda División de Paraguay.

## Selección nacional
Participó con la selección de fútbol de Paraguay en la Copa América 2007 jugada en Venezuela. También fue llamado a los dos primeros encuentros de las Eliminatorias para la Copa Mundial de Fútbol de 2010.

## Clubes

### Como jugador
| Club                     | País      | Año       | Partidos | Goles |
| ------------------------ | --------- | --------- | -------- | ----- |
| Cerro Porteño            | Paraguay  | 2001-2007 | 109      | 12    |
| Racing                   | Argentina | 2007      | 15       | 0     |
| Colo-Colo                | Chile     | 2008-2011 | 67       | 4     |
| Cerro Porteño (préstamo) | Paraguay  | 2012      | 40       | 4     |
| Rubio Ñu                 | Paraguay  | 2013      | 19       | 0     |
| Deportivo Capiatá        | Paraguay  | 2013      | 21       | 0     |
| 3 de Febrero             | Paraguay  | 2014      | 37       | 0     |
| Sol de América           | Paraguay  | 2015      | 29       | 0     |
| Libertad                 | Paraguay  | 2016      | 2        | 0     |
| Sol de América           | Paraguay  | 2017-2019 | 2        | 0     |
| San Lorenzo              | Paraguay  | 2019      | 9        | 0     |
| Carrera                  | Total     | 2001-2019 | 350      | 20    |

### Como entrenador
| Club              | País     | Año       |
| ----------------- | -------- | --------- |
| Cerro Porteño     | Paraguay | 2020      |
| San Lorenzo       | Paraguay | 2021      |
| Deportivo Capiatá | Paraguay | 2022-act. |

## Palmarés

### Campeonatos nacionales
| Título                       | Equipo        | País     | Año    |
| ---------------------------- | ------------- | -------- | ------ |
| Primera División de Paraguay | Cerro Porteño | Paraguay | 2005-A |
| Primera División             | Cerro Porteño | Paraguay | 2005-C |
| Torneo Absoluto              | Cerro Porteño | Paraguay | 2005   |
| Primera División             | Cerro Porteño | Paraguay | 2006-C |
| Primera División de Chile    | Colo-Colo     | Chile    | 2008-C |
| Primera División             | Colo-Colo     | Chile    | 2009-C |
| Primera División             | Cerro Porteño | Paraguay | 2012-A |